# Metro-Goldwyn-Mayer
Metro-Goldwyn-Mayer (MGM) ist eine US-amerikanische Filmproduktions- und Filmverleihgesellschaft, die 1924  durch die Fusion von Metro Pictures Corporation, Goldwyn Picture Corporation und Louis B. Mayer Pictures entstand. Seit 2022 ist sie eine Tochtergesellschaft von Amazon MGM Studios, die wiederum eine Tochtergesellschaft von Amazon ist. Das Unternehmen hatte seine künstlerische und wirtschaftliche Blütezeit bis zum Ende der 1940er-Jahre, geriet dann aber vermehrt in Insolvenzgefahr. Im Mai 2021 gaben Amazon und MGM bekannt, dass der Onlinekonzern das Filmstudio für 8,45 Milliarden US-Dollar übernehmen wolle, dies wurde im März 2022 abgeschlossen.

## Geschichte

### Gründung
Metro-Goldwyn-Mayer entstand 1924 als Zusammenschluss der Filmproduktionsgesellschaften Metro Pictures Corporation, Goldwyn Picture Corporation und Louis B. Mayer Pictures in Los Angeles. Die Metro Pictures trugen zu dem Zusammenschluss vor allem Stars und Regisseure bei, die Goldwyn Pictures das Löwen-Logo sowie ihre bedeutenden Studioanlagen und die Mayer Pictures ihren geschäftstüchtigen Topmanager, Louis B. Mayer. Die MGM, die sich in Culver City niederließ, war ein Tochterunternehmen der seit 1904 bestehenden Kinokette Loew’s, Inc. Offizielles Gründungsdatum der MGM war der 17. Mai 1924; Louis B. Mayer weihte sein Studio allerdings schon am 26. April 1924 ein. Mayer selbst kam mit Nicholas Schenck, dem Chef der New Yorker Muttergesellschaft Loew’s, Inc. nicht aus, und der Streit eskalierte 1928, als Schenck versuchte, an Mayer vorbei die MGM an William Fox zu verkaufen.
Die Gründung der MGM im Jahre 1924 war eines der Ereignisse, die den Beginn des klassischen Studiosystems markieren. Paramount erfuhr durch MGM dauerhafte Konkurrenz, nachdem die Versuche von First National am fehlenden Kontingent von Stars gescheitert waren. Neben der bereits lange existierenden Gesellschaft Universal kam Warner Bros., ab 1928 verstärkt um First National, und die Fox hinzu (die allerdings 1933 bankrott ging und Ende 1934 mit 20th Century Pictures zu 20th Century Fox fusionierte). RKO verschmolz erst zu Beginn der Tonfilm-Ära zur abschließenden Struktur und United Artists spielte stets eine Sonderrolle, da diese Firma sich als Vertriebsstätte für unabhängige Produzenten verstand.

### Die MGM unter Louis B. Mayer (1924–1951)

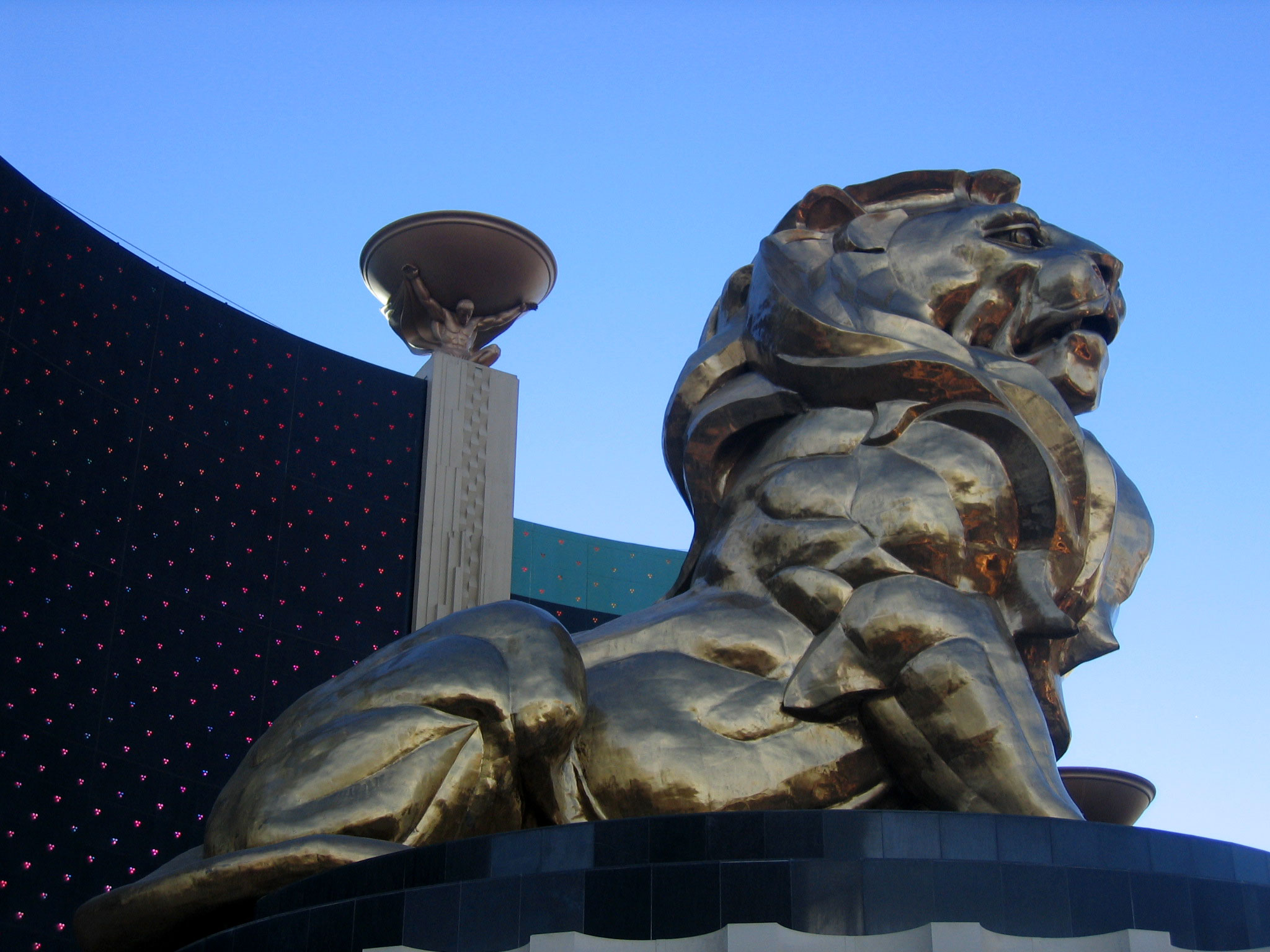
Das Symboltier der MGM:
„Leo der Löwe“
hier als Skulptur vor dem Casino-Hotel MGM Grand in Las Vegas

#### Management
Louis B. Mayer stand der MGM als Studiochef (studio head) vor. Produktionschef wurde der erst 24-jährige Irving Thalberg, dessen besonderes Talent darin bestand, bei der Auswahl von Drehbüchern, Besetzung und Drehstab gute Entscheidungen zu fällen. Die Zusammenarbeit von Mayer und Thalberg erwies sich zunächst als sehr effektiv, und unter ihrem Management wurde die MGM schnell zu einem der erfolgreichsten Unternehmen der Branche. Thalberg überwachte die Filmproduktion und beauftragte stets einen Supervisor wie Albert Lewin, Bernard Hyman, Lawrence Weingarten oder Hunt Stromberg mit der Ausführung. Diese Supervisors achteten auf das Drehbuch, beaufsichtigten das Budget und koordinierten die Dreharbeiten.
Nach der Einführung des Tonfilms kam es zwischen Mayer und Thalberg jedoch allmählich zu Spannungen. Mayer, der von einer Gruppe loyaler Assistenten wie Eddie Mannix und Benny Thau unterstützt wurde, versuchte zu beweisen, dass er das Studio eigentlich auch ohne Thalberg leiten könne. Thalberg bereitete die Gründung eines eigenen Produktionsunternehmens vor und schloss mit vielen MGM-Stars, die er übernehmen wollte, persönliche Verträge. Der Plan scheiterte jedoch, weil Thalberg 1932 ernstlich krank wurde. 1933 stufte Mayer ihn in seiner Abwesenheit vom Produktionschef zum „Produzenten“ herab; 1936 starb Thalberg. Einen Nachfolger setzte Mayer erst 16 Jahre später ein: neuer Produktionschef wurde 1948 der Autor und Produzent Dore Schary.

#### Der typische MGM-Look
Das Studio MGM, das praktisch von 1926 bis 1943 regelmäßig die höchsten Gewinne aller Studios einfuhr, war bekannt für einen gleichmäßig hohen handwerklichen Standard der Filme sowie für den Wiedererkennungswert ihrer Produktionen. Für den visuellen Wiedererkennungswert sorgten vor allem die Artdirectors unter Führung von Cedric Gibbons und Kostümdesigner, die unter Leitung von Gilbert Adrian so talentierte Köpfe wie Dolly Tree und später Irene beschäftigten. Besonders signifikant für die typische MGM-Produktion waren die Kameraleute und Beleuchter, die strikte Anweisungen hatten, jede Szene möglichst hell auszuleuchten. Schatten und harte Kontraste waren meist unerwünscht. Der ideale Kameramann war aus diesem Grunde auch William H. Daniels, der es wie kaum ein anderer verstand, die Stars gut aussehen zu lassen.
Einen Spitzenstandard hatte ebenfalls die Make-up-Abteilung, die Hairstylisten unter Leitung von Sydney Guilaroff sowie die Tonabteilung unter Douglas Shearer, die über Jahrzehnte Maßstäbe für die gesamte Branche setzten.

#### Stars
Zu den materiellen und menschlichen „Vermögenswerten“ der MGM zählten neben den Studioanlagen in Culver City hervorragende technische Mitarbeiter und eine exquisite Auswahl von Stars. Bei Gründung des Studios konnte es auf Namen wie Mae Murray, Lillian Gish, John Gilbert, Ramón Novarro, Alice Terry, Viola Dana und William Haines zählen. MGM hatte zu Beginn der 1930er so viele namhafte Schauspieler unter Vertrag, dass das Studio mit dem Slogan: „More Stars than there are in Heaven“ (zu Deutsch: Mehr Sterne als am Himmel) warb. Nachdem spitzfindige Kritiker darauf hinwiesen, dass damit Bezug auf die bereits Verstorbenen genommen werden könnte, wurde der Slogan wieder fallengelassen. Im Konkurrenzkampf, den die MGM gegen die anderen großen Hollywood-Studios – und später gegen das Fernsehen – führte, behielt sie mit ihren vielen Stars jedoch einen wichtigen Trumpf in der Hand.
Seit den frühen 1930er-Jahren nutzte sie diesen Vorsprung auch zur Verwendung von Starbesetzungen, also zur Produktion von Filmen, in denen alle Hauptrollen mit namhaften Stars besetzt waren. Der erste Film dieser Art war Menschen im Hotel aus dem Jahr 1932, in dem neben Greta Garbo und Joan Crawford etliche weitere Topstars mitwirkten. MGM trotzte der Wirtschaftskrise vor allem dank seines großen Staraufgebots. Mit Marie Dressler, Helen Hayes, Norma Shearer, Greta Garbo, Marion Davies, Joan Crawford, Jean Harlow, Ramón Novarro, John Gilbert und den drei Barrymore-Geschwistern Ethel, John und Lionel, standen einige der größten Kassenmagneten überhaupt unter Vertrag. Mit dem Aufstieg von Clark Gable bekam das Studio, das wegen des überproportional hohen Anteils von weiblichen Stars immer auch als Matriarchat bezeichnet wurde, einen dringend benötigten neuen männlichen Liebhaber, nachdem John Gilberts Karriere seit dem Tonfilm im Schwinden war.
Im Studio war Irving Thalberg eher noch als Mayer der Entdecker von neuen Talenten beziehungsweise der Revitalisierung von Ex-Stars. Er war verantwortlich für den Aufstieg seiner Ehefrau Norma Shearer, betreute Marie Dressler und verhalf Myrna Loy zu ihrer Karriere. Doch auch Thalberg machte Fehler und seine mit viel Tamtam angekündigte Entdeckung Eva von Berne verließ das Studio schon nach einem Film wieder.
Louis B. Mayer entdeckte Stars wie Greta Garbo, Hedy Lamarr und Greer Garson. Er hatte viel Respekt vor talentierten Künstlern und auf ihn geht der Ausspruch zurück:
I’ll kneel down and kiss the ground, where talent walks.
Wo das Talent geht, werde ich niederknien und den Boden küssen.
Nach 1932 übernahm immer mehr Mayer und dessen konservativer Geschmack die Entscheidung über die Produktionspalette von MGM und damit rückten immer mehr harmlos-heitere Familienfilme wie Andy Hardy in den Mittelpunkt der Produktion. Daneben mochte Mayer opulente Operetten und verpflichtete wohl auch deshalb persönlich Jeanette MacDonald für das Studio, die nach dem Erfolg von Naughty Marietta in einer ganzen Anzahl von aufwändig produzierten Singstücken auftrat. Zu seinen persönlichen Lieblingsfilmen gehörte nicht ohne Grund The Great Waltz von 1938, der das Leben von Johann Strauss mit dem größtmöglichen Aufwand auf die Leinwand brachte und von nicht wenigen Kritikern als The Great Schmaltz eingestuft wurde.
Weitere Stars, die ihre Karriere bei MGM begannen bzw. fortsetzten, waren die Marx Brothers, Buster Keaton, Fred Astaire, Spencer Tracy, Nelson Eddy, Walter Pidgeon, Rosalind Russell, James Stewart, George Murphy, Gene Kelly, Lana Turner, Van Johnson, Red Skelton, Esther Williams, Frank Sinatra, Cyd Charisse, Deborah Kerr, Judy Garland, Ava Gardner, Grace Kelly, Leslie Caron, Debbie Reynolds, Jane Powell, June Allyson, Roger Moore, Mickey Rooney, Johnny Weissmüller, Eleanor Parker, Ricardo Montalbán, Robert Montgomery und Janet Leigh.
Bedeutende Kinderdarsteller, die bei MGM unter Vertrag standen, waren Jackie Cooper, Freddie Bartholomew, Roddy McDowall, Claude Jarman, Jr., Margaret O’Brien und Jackie „Butch“ Jenkins.

#### Eine „große, glückliche Familie“

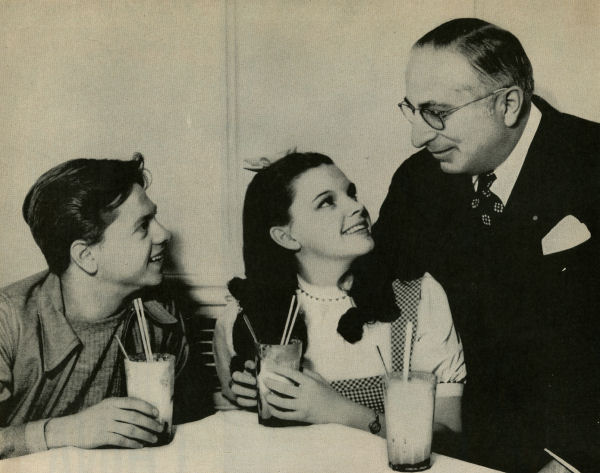
Louis B. Mayer (rechts) auf einem Publicity-Foto mit seinen Stars Judy Garland und Mickey Rooney (um 1940)

Mayer produzierte nicht nur Filme für ein Familienpublikum, er konzipierte auch das Unternehmen selbst als „große glückliche Familie“; die Rolle des Patriarchen spielte er darin selbst. Obwohl Mayer, der die Interessen des Unternehmens zu schützen versuchte, seine Befugnisse dabei manchmal sehr großzügig auslegte, empfanden viele Stars und Techniker der MGM gegenüber tatsächlich weitaus größere Loyalität, als in der Branche sonst üblich war. Viele der Mitarbeiter blieben dem Unternehmen jahrzehntelang treu. So hatte Lionel Barrymore, der persönliche Lieblingsdarsteller von Mayer, einen lebenslangen Vertrag mit dem Studio. Robert Taylor, Lana Turner, Clark Gable oder Greer Garson, sie alle wirkten jeweils weit über zehn Jahre beim Studio, das erheblich bessere Arbeitsbedingungen aufwies als beispielsweise Warner Brothers, die den Beinamen „San Quentin of Burbank“ hatten.
Besonders Joan Crawford, die Mayer als seine persönliche Entdeckung ansah, und 18 Jahre lang unter Vertrag bei MGM stand, kam gut mit der väterlichen Art des Studiochefs aus. Mayer konnte jedoch auch ganz anders, so im Fall von Luise Rainer, die er nicht mochte und die er trotz zweier Oscar-Gewinne nach nur drei Jahren hinauswarf.
Etliche Stars stritten sich mit ihm um Geld und mehr Einfluss. Zu den wenigen Niederlagen, die Mayer einstecken musste, gehörte der Streik von Greta Garbo, die 1927 einfach verkündete: „Ich denke, ich werde jetzt heimgehen“ und solange wartete, bis MGM ihre Gage von 500 $ auf 5.000 $ erhöhte. 1932 war Garbo der erste Vertragsstar, dem die Gründung einer eigenen Produktionsfirma zugebilligt wurde. Ähnliches wurde vorher nur Marion Davies zugestanden, die jedoch ihre Firma gleich mit zu MGM gebracht hatte.

#### Drehstäbe
Zu den Produzenten von MGM, die innerhalb des Unternehmens bis in die 1930er-Jahre als Production Supervisors bezeichnet wurden, gehörten unter anderem Cecil B. DeMille (1929–31), der allerdings rasch wieder zu Paramount zurückkehrte, David O. Selznick, der als Schwiegersohn von Mayer 1933–35 beim Studio arbeitet und Mervyn LeRoy, der ebenfalls aufgrund familiärer Bande 1937 zu MGM wechselte. Später übernahm Pandro S. Berman die Verantwortung. Auch viele Regisseure wurden als Produzenten genannt, so Clarence Brown, der viele von Greta Garbos Stumm- und frühen Tonfilmen produzierte. MGM hatte eine Vielzahl von Hausregisseuren. George Cukor, Clarence Brown, Robert Z. Leonard, W. S. van Dyke, Sidney Franklin und Victor Fleming – waren meist handwerklich perfekt. Als eine Art Kaderschmiede erwies sich die Kurzfilmabteilung der MGM, die Talente wie Jacques Tourneur, George Sidney und Fred Zinnemann hervorbrachte, die für das Unternehmen später auch Langfilme inszenierten. Regisseure fanden bei MGM die besten technischen Möglichkeiten vor, die innerhalb der amerikanischen Filmindustrie überhaupt existierten. Ihr Spielraum für individuelle künstlerische Entscheidungen war jedoch gering. Konzipiert wurden Filmprojekte von den Produzenten, die häufig mehrere Autoren parallel mit ein und demselben Projekt beschäftigten, um dann erst zu entscheiden, welches Skript verwendet und welcher Regisseur mit der Inszenierung beauftragt werden sollte. Die Regisseure mussten vielseitig sein und in jedem Genre gleichbleibende Qualität abliefern können; sie waren niedrig bezahlte Dienstleister, die es sich oft gefallen lassen mussten, kurzfristig ausgetauscht zu werden oder ungenannt in Projekten einzuspringen, in denen zusätzliche Regieunterstützung benötigt wurde.
Aufgrund des vergleichsweise geringen Ansehens der Regie war auch der Quereinstieg vom Drehbuch- zum Regiefach, der anderswo, beispielsweise bei der Paramount Pictures, durchaus üblich war, bei der MGM nicht möglich. Ebenso wenig Einfluss wie aufs Drehbuch hatten die Regisseure auch auf die Postproduktion. Besonders individuell veranlagten Talenten wie Erich von Stroheim, Josef von Sternberg, Rex Ingram oder Mauritz Stiller gelang es bei MGM nur vereinzelt, eine angenehme Arbeitsatmosphäre herzustellen. Besonders Thalberg war sehr daran interessiert, gute Drehbuchautoren zu beschäftigen. 1934 waren über 60 Beschäftigte im script department, darunter so bekannte Namen wie Anita Loos, Frances Marion, Bess Meredyth, John Meehan, Charles MacArthur, Gene Markey und Donald Ogden Stewart. Das Gehalt betrug teilweise über $ 3.000 die Woche. Besonders renommierte Bühnenautoren, die nur für einige Filme Verträge abschlossen, bekamen teilweise $ 100.000, so Ernest Vajda und die Spitzenkräfte wie George S. Kaufman, Frederick Lonsdale, Willard Mack, Dorothy L. Sayers oder Bayard Veiller verdienten für einen einzigen Film derartige Summen. Daneben gab es jedoch auch Scharen von sogenannten Junior writers, deren Gehalt $ 50 die Woche nicht überstieg. Zu den höchstbezahlten Autoren bei MGM gehörte Ben Hecht, der für seine Arbeit an Viva Villa $ 1000 pro Tag in bar bekam. David O. Selznick übertraf noch Thalbergs Streben nach Perfektion und engagierte für das Drehbuch von David Copperfield unter anderem Hugh Walpole und Howard Estabrook sowie S. N. Behrman und W. P. Lipscomb für A Tale of Two Cities. Auf Selznick geht auch das bekannte Epigramm zurück, er würde es bedauern, nicht auf Charles Dickens persönlich zurückgreifen zu können. Viele renommierte Autoren, die bei MGM unter Vertrag waren, beschwerten sich darüber, dass ihre Arbeiten nicht verwendet wurden. Das wohl bekannteste Beispiel ist F. Scott Fitzgerald, der an zahllosen Streifen arbeitete, unter anderem an einem Joan-Crawford-Film. Die Schauspielerin, die über ihren zweiten Ehemann Franchot Tone mit Fitzgerald bekannt war, besuchte ihn eines Tages persönlich und wies ihn an: „Work harder, Mr. Fitzgerald, work harder“. Tatsächlich bekam Fitzgerald nur ein einziges Mal Screen Credit (also sein Name wurde im Vorspann gezeigt) für Three Comrades, einer Adaption des gleichnamigen Romans von Erich Maria Remarque von 1938. Auch sein Kollege P. G. Wodehouse erfuhr es nicht besser. Typisch für MGM war die Beschäftigung von mehreren Drehbuchautoren an einem Projekt. So wirkten an dem Greta-Garbo-Streifen Helgas Fall und Aufstieg insgesamt 17 Autoren mit.

#### Filme
MGM wurde in den 1930er-Jahren zum größten Produzenten von Kinofilmen. Mayer war sehr daran interessiert, die traditionellen Werte wie Ehe und Familie zu propagieren. Sexuell zweideutige Filme oder gesellschaftspolitisch relevante Themen waren bei MGM die Ausnahme. Mit dem Film The Postman Always Rings Twice (Im Netz der Leidenschaften), der auf einer Geschichte von James M. Cain basierte und 1946 Lana Turner und John Garfield als mörderische Ehebrecher zeigte, zog der Produzent den persönlichen Zorn von Mayer auf sich. Das Studio produzierte mit dieser Ausnahme kaum weitere Beispiele aus dem Genre des Film noir. Negative Aspekte des menschlichen Zusammenlebens waren für Mayer mehr oder weniger tabu.
Die Tendenz, eher sentimental-menschliche Aspekte in den Vordergrund zu stellen, wurde besonders während der Kriegsjahre signifikant. Produzierten andere Studios harte Streifen, die die Kämpfe der Soldaten in den Mittelpunkt stellten, war MGM, mit Ausnahme von Bataan, darauf spezialisiert, die Heimatfront in möglichst rosigen Farben zu schildern. Mrs. Miniver gab ein arg geschöntes Bild über die Leiden der englischen Bevölkerung. The White Cliffs of Dover zeigte 1944 den Krieg als Randerscheinung, der die Liebe zwischen Mann und Frau auf die Probe stellt. Insoweit war es auch fast typisch, dass MGM keine Antwort auf Betty Grable hatte und z. B. kein einziges Pin-up-Foto von Lana Turner im Badeanzug entstehen durfte.
Wie alle großen Hollywood-Studios produzierte die MGM auch B-Movies, deren Anteil jedoch vergleichsweise gering war. Bekannte Serien waren die Filme rund um den Thin Man (Der dünne Mann), Maisie mit Ann Sothern, Dr. Kildare, Tarzan und natürlich Andy Hardy, eine sentimentale Komödienreihe rund um einen Dorfrichter und seine Kinder. Mickey Rooney, der in der Hauptrolle des Sohnes Andy Hardy harmlose Scherze trieb, wurde zum Publikumsliebling und die Serie zur erfolgreichsten Filmreihe eines Studios überhaupt.
Daneben förderte MGM auch die Produktion von Kurzfilmen wie z. B. die Traveltalks von James A. FitzPatrick, die Specialties von Pete Smith (Komödien) und eine Krimiserie namens Crime Does Not Pay (zu Deutsch: Verbrechen zahlt sich nicht aus; 1935–45). Von 1939 bis 1944 produzierte MGM auch die populäre Kurzfilmserie Die kleinen Strolche. Hugh Harman, Rudolf Ising („Harman-Ising“), Tex Avery, Fred Quimby, William Hanna und Joseph Barbera inszenierten für das Unternehmen erfolgreiche Zeichentrickfilme.

#### Studioeinrichtungen
Ihr Hauptquartier hatte die MGM seit 1924 auf dem in Culver City gelegenen Studiogelände, das die Goldwyn Pictures beigetragen hatten. Der Studiokomplex, der heute Standort der Sony Pictures Studios ist, hatte zunächst eine Grundfläche von 57.000 m², die bis in die späten 1940er-Jahre auf 757.000 m² anwuchs. Das Areal bestand zu diesem Zeitpunkt aus sechs Außengeländen, zu denen ein kleiner See mit Hafen, ein Miniatur-Dschungel, eine Reihe von Parks, ein Bahnhof, Plätze und Straßen gehörten, die in alten und modernen Architekturstilen erbaut waren. Das Filmlabor der MGM produzierte pro Jahr 45,7 Millionen Meter Kinokopien.
Ab den 1930er-Jahren produzierte MGM auch in England, zuerst in den Studios von Denham (Buckinghamshire). Zu den ersten Produktionen dort zählte Auf Wiedersehen, Mr. Chips (1939) mit Robert Donat und Greer Garson. 1948 kaufte MGM die Amalgamated Studios in Borehamwood (Hertfordshire) in der Nähe von London, welche fortan MGM British Studios hießen. Hier entstanden z. B. Ivanhoe – Der schwarze Ritter (1952), für den auf dem Studiogelände eine riesige detailgetreue Burganlage aufgebaut wurde, ferner die ersten „Miss Marple“-Filme (1961–1964) mit Margaret Rutherford sowie Stanley Kubricks 2001: Odyssee im Weltraum (1968). (Lage)

#### Produktionsprozess
MGM hatte unter Thalberg eine ausgeprägte Qualitätskontrolle durch sog. Previews etabliert. Nahezu jede Großproduktion wurde vor dem nationalen Verleih mehrere Male einem Testpublikum vorgeführt. Die Reaktionen und Beurteilungen der Zuschauer wurden erfasst und führten zu teilweise extensiven Nachaufnahmen. Manche Filme wurden sogar komplett neu gedreht. So gingen z. B. die Marie-Dressler-Komödie Prosperity oder Laughing Sinners mit Joan Crawford wieder in den Dreh, bei letztgenanntem Film wurde sogar der bisherige Hauptdarsteller durch Clark Gable ersetzt. Dieses Verfahren behinderte einerseits die Entwicklung einer eigenständigen Handschrift der Vertragsregisseure. Andererseits wurde so der bekannte MGM-Look etabliert: helle Ausleuchtung, weiche Lichtführung, opulente Sets (vorzugsweise von Cedric Gibbons) und prachtvolle Kostüme vor allem für die weiblichen Darsteller, entworfen von Gilbert Adrian, dem einflussreichsten Kostümdesigner seiner Zeit.
Mayer persönlich sah sich bei wichtigen Produktionen die daily rushes, die täglichen Aufnahmen, an und sparte nicht mit Tadel. Bei den Aufnahmen zum Myrna-Loy-Film Whipsaw hatte der Kameramann James Wong Howe eine starke Helldunkel-Lichtführung gewählt, um Myrna Loy, die laut Drehbuch gerade die ganze Nacht wach bei einer kranken Frau gesessen hatte, erschöpft aussehen zu lassen. Mayer rief Howe zu sich und fragte ihn, ob er eventuell unpässlich sei, immerhin habe er Myrna Loy wie eine alte Frau aussehen lassen. Howe erläuterte sein Konzept und wurde mit einem der berüchtigten Mayer-Wutausbrüche aus dem Büro geworfen. Die Szene wurde im Sinne des Studios neu aufgenommen – und Loy blickt im Film perfekt geschminkt in den Spiegel und seufzt: „Ich sehe schrecklich aus.“

#### Technische Entwicklung
Die eher konservative Haltung von Mayer führte dazu, dass MGM die teure Umstellung auf den Tonfilm zunächst nur zögerlich in Angriff nahm. Während Warner Bros. ihren ersten langen Tonfilm bereits 1927 in die Kinos gebracht hatten, folgte MGM erst Mitte 1928 mit dem Film Alias Jimmy Valentine. Die langsame Umstellung hatte jedoch den Vorteil, dass sich das Studio Zeit lassen konnte, seine Stars auf die Anforderungen des Tonfilms vorzubereiten. Anders als Paramount, die 1928/29 fast ihr gesamtes Ensemble austauschen mussten, hatte MGM praktisch keine Tonfilmopfer. Die heute etablierten Namen machten ihr Debüt alle erst ab Mitte 1929, als die Aufnahmetechnik, vor allem auch durch die Innovationen von Douglas Shearer, verbessert war.
Die mit viel Aufwand produzierte Nummernrevue Hollywood Revue of 1929, Mitte August 1929 in den Verleih gebracht, war die erste Gelegenheit, die meisten der Spitzenstars auch zu hören. Zu den bemerkenswerten Ausnahmen gehörten Ramón Novarro, der erst einige Monate später seinen ersten Tonfilm drehte, Lon Chaney, der bis 1930 wartete und, natürlich, Greta Garbo. Das Studio verwandte viel Zeit und Mühe, seinen schwedischen Star auf das neue Medium vorzubereiten und als die Garbo schließlich Anfang 1930 in Anna Christie zum ersten Mal zu hören war, reichte die Ankündigung „Garbo talks!“, um die Leute in die Kinos zu locken.
Die Tontechniker unter Douglas Shearer entwickelten damals das auch heute noch gebräuchliche Verfahren, Ton und Filmspur getrennt voneinander aufzunehmen und erst am Ende zusammen zu kopieren. Das erleichterte die Aufnahme und verlieh der Kamera mehr Mobilität. Der Film The Broadway Melody of 1929, Ende 1928 in den Verleih gebracht, war der erste Film, der nach diesem Verfahren gedreht wurde. Gleichzeitig war er der erste richtige Musical-Streifen und warb mit dem Slogan All Talking – All Singing – All Dancing. Der Film erhielt den Oscar als bester Film.

#### Distribution
Zusätzliche Einnahmen erwirtschaftete die MGM aus dem Verleih und Vertrieb von Filmproduktionen anderer Hersteller, darunter z. B. William Randolph Hearsts Wochenschau Hearst Metrotone (1929–67; 1936 in News of the Day umbenannt).

### Niedergang (1951–1969)
Nachdem der Zweite Weltkrieg für die gesamte US-amerikanische Filmindustrie eine Zeit des Wohlstands gewesen war, ging die Zahl der Kinobesucher nach 1947 kontinuierlich zurück. Nach vielen Jahren des Rechtsstreits wurden ab 1949 die Studios außerdem verpflichtet, sich von ihren Kinoketten zu trennen, was zu teilweise erheblichen Ertragseinbrüchen führte. Die Zahl der Fernsehgeräte verdoppelte sich fast jedes Jahr und immer mehr Menschen blieben lieber zu Hause, als ins Kino zu gehen.
Dazu kam eine geänderte Vorliebe des Publikums, das die von MGM hergestellten Hochglanzfilme mehr und mehr als altmodisch ansah. Im Gegensatz dazu drehten Regisseure wie William Wyler, Billy Wilder oder George Stevens Filme, die Anspruch mit künstlerischem Geschmack verbanden und sich auch nicht scheuten, gesellschaftspolitisch relevante Themen zu behandeln. Hinzu kam ein allmähliches Absinken in der Qualität der MGM-Filme, was auch dazu führte, dass die alljährlichen Oscarnominierungen seit Mitte des Jahrzehnts kaum noch relevante MGM-Beteiligungen aufwiesen. Die Antwort auf dieses Problem bestand darin, dass die Produzenten der MGM nun verstärkt auf Farbfilme setzten (Fernsehen war noch schwarz/weiß und hatte weder die Größe noch die Bildbreite), besonders nach der Einführung des CinemaScope-Verfahrens.

#### Veränderungen im Management
Von Anfang an trug Mayer mit Schary eine Reihe von Streitigkeiten aus, die schließlich in einem Ultimatum gipfelten, das Mayer überstürzt dem Präsidenten des Mutterunternehmens Loew's, Inc., Nicholas Schenck, stellte: entweder er – Mayer – oder Schary müsse die MGM verlassen. Schenck entschied sich für Schary und enthob Mayer 1951 seines Postens. Schary, der nun selbst Studiochef wurde, versuchte dem Zeitgeist Rechnung zu tragen, indem er eine Anzahl ernsthafter Schwarzweißfilme produzieren ließ, darunter Kesselschlacht (1949) und Die rote Tapferkeitsmedaille (1951). Schary wies damit zwar einen Weg auf, wie moderne Filme aussehen könnten, beließ in der Unternehmensstruktur – in der die eigentliche Ursache für die nachlassende Rentabilität der MGM lag – jedoch alles beim Alten. Vor allem versäumte er es, die Macht der Produzenten einzudämmen und talentierten Regisseuren größere Freiheiten einzuräumen. Da es auch Schary nicht gelang, das Unternehmen wieder profitabel zu machen, musste auch er 1956 gehen.

#### Umstrukturierung des Unternehmens
1957 fuhr die MGM zum ersten Mal in ihrer Geschichte Verluste ein. 1959 folgte einer der letzten großen Erfolgsfilme des Unternehmens, Ben Hur. Wenn auch Filme wie Doktor Schiwago oder Hotel International immer noch erfolgreich waren, verlor MGM doch zunehmend den Ruf, erstklassige Produktionen abzuliefern. In den 1950er-Jahren wurden die Zeichentrickstudios geschlossen. Ende der 1950er-Jahre erkannte MGM die Möglichkeiten des neuen Mediums Fernsehen. Erste Fernsehserien von MGM waren erfolgreich. Trotzdem war der Niedergang nicht aufzuhalten. Für MGM war er exemplarisch; es war nicht nur der Untergang individueller Hollywood-Studios, sondern der des Studiosystems. Den betroffenen Firmen gelang es nicht, ihr Unternehmenskonzept den Marktbedingungen anzupassen, die sich von den 1940er-Jahren an grundlegend änderten. MGM unterschied sich von anderen großen Studios nur insofern, als es sich dem Untergang am beharrlichsten zu widersetzen versuchte. Bereits seit den 1940er-Jahren arbeitete die MGM auch an einer Diversifikation ihrer Produkte. Den ersten Schritt in diese Richtung bildete 1946 die Gründung des Tochterunternehmens MGM Records, das sich in wenigen Jahren zu einem der bedeutendsten Schallplattenproduzenten des Landes entwickelte.
1955 folgte die Gründung von MGM Television. Dieses ebenfalls als Tochterunternehmen der MGM geführte Fernsehstudio produzierte und koproduzierte unter anderem viele preisgekrönte und bekannte TV-Serien wie Dr. Kildare (1961–66), The Eleventh Hour (1962–64), Mr. Novak (1963–65), Flipper (1964–68), Solo für O.N.C.E.L. (1964–68), Tom und Jerry (1965–72), Daktari (1966–69), The Forsyte Saga (1967), Medical Center (1969–76), Shaft (1973–74), Twilight Zone (1985–89) und Der rosarote Panther (1993).

#### Filmproduktion
Um ihr früheres Ansehen wiederzugewinnen, scheute die MGM keine Anstrengung, um weiterhin aufwändige Prestigefilme herzustellen. Seit den 1950er-Jahren setzte das Unternehmen verstärkt auf Farbe und Breitbildformate. Treibende Kraft hinter den Versuchen, die die MGM mit verschiedenen Verfahren vornahm, war der Leiter der MGM-Abteilung für Forschung und Entwicklung Douglas Shearer. Der erste im CinemaScope-Verfahren gedrehte MGM-Film war das in den britischen Studios produzierte Historienspektakel Ritter der Tafelrunde.
Der Erfolg von Todd-AO führte zur Entwicklung eines eigenen 70 mm Filmsystems. Die aufwändigen Großproduktionen Das Land des Regenbaums, Ben Hur und Meuterei auf der Bounty wurden in Camera 65 gedreht. Während Ben Hur ein künstlerischer und wirtschaftlicher Erfolg wurde, folgte mit Meuterei auf der Bounty ein Misserfolg, der MGM nahe an den finanziellen Ruin trieb. Das eigene Aufnahmeverfahren musste an Panavision verkauft werden, die es in Ultra Panavision umbenannte. Zusammen mit  Cinerama produzierte MGM zeitgleich Die Wunderwelt der Gebrüder Grimm und Das war der Wilde Westen, die einzigen im aufwändigen dreistreifigen Cinerama-Verfahren hergestellten Spielfilme.
Für die nächsten Jahre wurden keine 70 mm Filme mehr hergestellt. Mit Super Panavision, einer Variante von Todd-AO, wurden schließlich Grand Prix, 2001: Odyssee im Weltraum, Eisstation Zebra und Ryans Tochter hergestellt. Als sich Ryans Tochter als Misserfolg erwies und auch die meisten früheren Breitwandfilme ihre Herstellungskosten nicht einspielen konnten, kehrte die MGM ganz zur 35 mm Filmproduktion zurück. Eine Ausnahme war der Science-Fiction-Film Projekt Brainstorm, der einige im Super Panavision-Format gedrehte Szenen enthielt. Ein frühes Beispiel einer erfolgreichen Großproduktion mit dem normalen 35 mm Film war Doktor Schiwago.

### Die MGM unter Kirk Kerkorian

#### 1969–1986

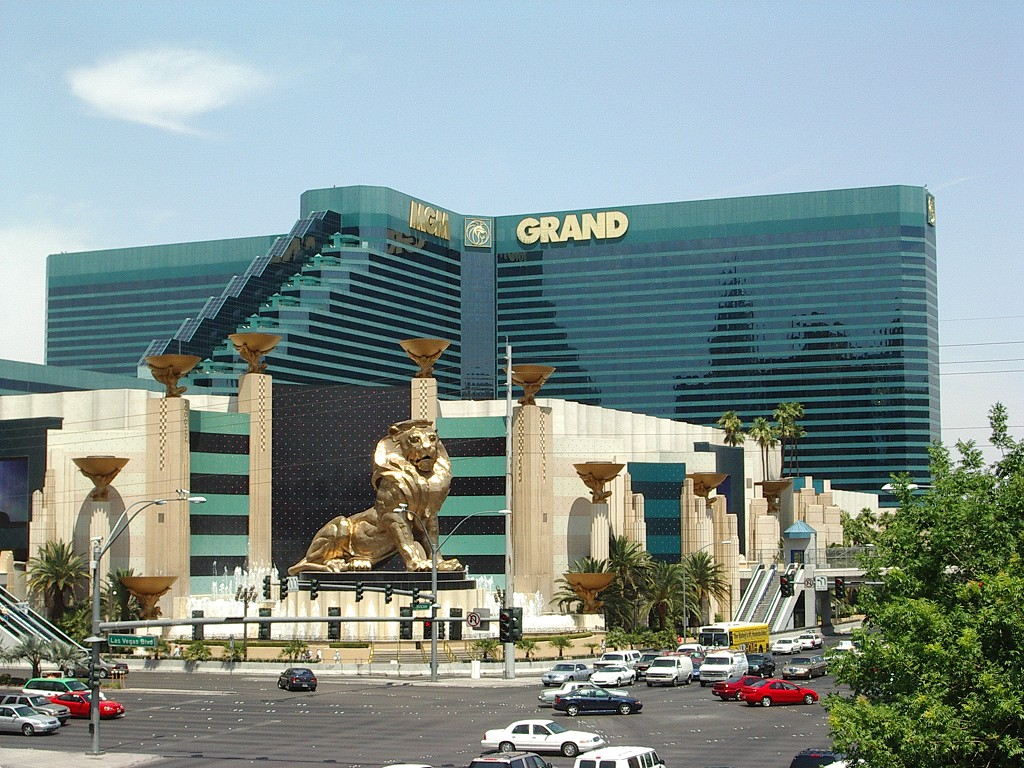
Das Casino-Hotel MGM Grand in Las Vegas

1969 begann der Geschäftsmann Kirk Kerkorian mit dem Aufkauf der MGM, an der er auf diese Weise in wenigen Monaten eine 55-Prozent-Mehrheit erreichte. Noch im selben Jahr ernannte er James T. Aubrey, Jr. zum Präsidenten der MGM. Aubrey reorganisierte und verkleinerte das Unternehmen. Im Mai 1970 organisierte er eine Auktion (MGM/David Weisz Auction), auf der die MGM Tausende ihrer berühmtesten Filmkostüme und Requisiten veräußerte.
In den frühen 1970er-Jahren musste das Unternehmen auch zwei seiner größten Studioaußengelände, die zusammen mehr als 400.000 m² hatten, verkaufen. Zurück blieben nur die 178.000 m² großen ursprünglichen Anlagen. Auch die Borehamwood-Studios in England wurden 1970 geschlossen, man produzierte stattdessen in den nebenan liegenden größeren Elstree-Studios. 1973 verkaufte Kerkorian das Distributionssystem der MGM an United Artists.
Ebenfalls 1973 eröffnete Kerkorian in Las Vegas ein MGM Grand Hotel and Casino. Das Hotel war zu diesem Zeitpunkt das größte der Welt, wurde nach einem Großbrand im Jahre 1980 jedoch verkauft und erhielt einen anderen Namen. 1993 wurde erneut ein Hotel unter diesem Namen eingeweiht, welches bei der Eröffnung wiederum das größte Hotel der Welt war, dieses wurde zur Grundlage des heute eigenständigen Unternehmens MGM Resorts International.
1981 kaufte Kerkorian auch die bankrotten United Artists auf. Das Unternehmen wurde der MGM eingegliedert, die nun den Namen MGM/UA Entertainment Company erhielt. 1986 verkaufte Kerkorian die MGM/UA mit hohem Gewinn an den Medienunternehmer Ted Turner, der sich, um den hohen Kaufpreis von 1,45 Milliarden US-Dollar aufzubringen, tief verschuldete und bald gezwungen war, Kerkorian einen großen Teil der Erwerbung zurückzugeben. Dies betraf unter anderem den Namen „MGM“, alle Markenrechte an MGM und fast den gesamten Filmstock der United Artists. Turner behielt hingegen fast den gesamten Film- und Fernsehbestand, den MGM bis 1986 produziert hatte, sowie einen kleinen Teil der Bestände von United Artists. Die Studioanlagen in Culver City und das dazugehörige Filmlabor veräußerte Turner im Oktober 1986 an die Fernsehproduktionsgesellschaft Lorimar. Damit musste die MGM auch ihr Hauptquartier aufgeben, das sich an diesem Standort 62 Jahre lang befunden hatte.

#### Seit 1986

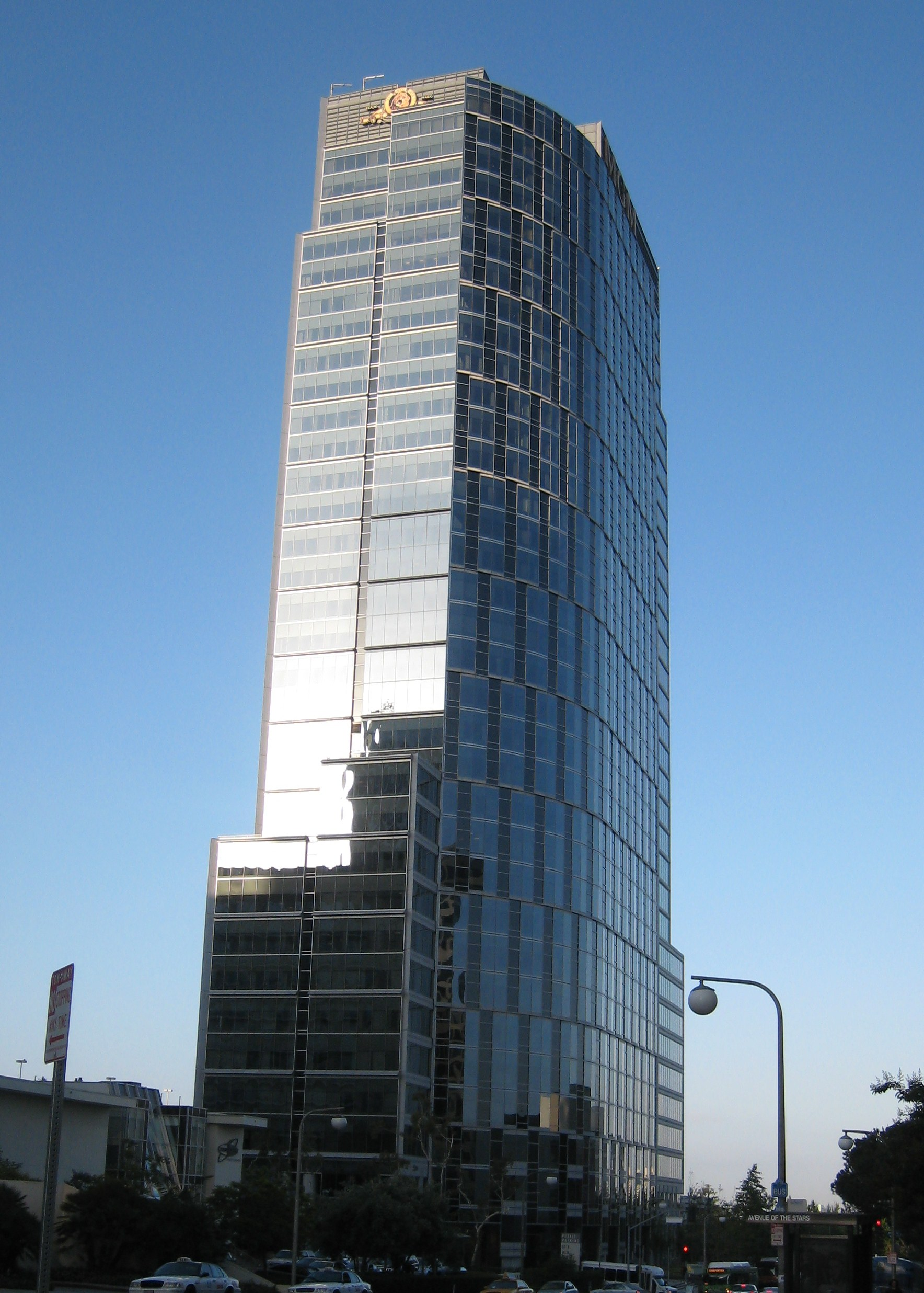
Früherer MGM-Tower, jetzt Constellation Place

Das verbliebene Unternehmen erhielt den neuen Namen MGM/UA Communications Company. Die Schulden verhinderten den großen Erfolg. Einzig die Filmrechte brachten MGM auf dem Video- und Fernsehmarkt gute Umsätze. Von 1992 bis 2011 befand sich der Firmensitz im neu erbauten MGM Tower am Constellation Boulevard in Century City, Los Angeles. Seit August 2011 ist der Firmensitz zu finden unter der Adresse 245 North Beverly Drive, Beverly Hills, California 90210. Eigene Studioanlagen betreibt MGM nicht mehr, sondern mietet sich für Filmproduktionen bei anderen Studios ein. 1997 ging Metro-Goldwyn-Mayer für 180 Millionen Dollar an die Börse.

### MGM nach der Jahrtausendwende

#### Verkauf an Sony
Kirk Kerkorian verkaufte Metro-Goldwyn-Mayer sowie dessen Tochterunternehmen United Artists und Orion Pictures Corporation mitsamt der sehr großen Filmbibliothek 2005 an ein von Sony geführtes Konsortium, das vor allem aus Investmentgesellschaften bestand. Time Warner bemühte sich ebenfalls um Metro-Goldwyn-Mayer.
Metro-Goldwyn-Mayer unterhielt seitdem einen Vertriebs- und Koproduktionsvertrag mit der Sony-Tochter Sony Pictures Entertainment. In Deutschland betrieb MGM zwischen 1. April 2003 und 2. Januar 2017 einen Spielfilmkanal, den MGM Channel über die Bezahlfernsehplattform Sky Deutschland.
Ab November 2009 untersuchte MGM angesichts der hohen Verschuldung (ca. 3,7 Mrd. US-Dollar) verschiedene strategische Möglichkeiten am Markt. Die Gläubiger stimmten einem Zahlungsaufschub bis Ende Januar 2010 zu. Der Verkauf und/oder die Zerschlagung von MGM war seither Thema in den Branchenmedien. Unter anderem zeigten sich die Konkurrenten Time Warner, 20th Century Fox und Lions Gate an MGM interessiert. Mit dem indischen Konglomerat Sahara India Pariwar meldete sich im September 2010 ein weiterer Interessent für die Übernahme des Unternehmens.
Die unsichere Zukunft von MGM verzögerte die Entwicklung verschiedener Filmprojekte. So wurden im April 2010 die Dreharbeiten zum 23. James-Bond-Film auf unbestimmte Zeit verschoben. Auch die von Warner Bros. und MGM geplante Realverfilmung des Buches Der Hobbit wurde aufgrund der finanziellen Probleme der MGM wiederholt verschoben.

#### Übernahme durch Spyglass
Im September 2010 unterschrieb Spyglass Entertainment eine Absichtserklärung, MGM übernehmen zu wollen. Am 29. Oktober 2010 stimmten die Gläubiger dem Sanierungskonzept zu, das die Einleitung eines Insolvenzverfahrens, die Restrukturierung von MGM und eine Partnerschaft mit Spyglass vorsah. Am 3. November 2010 meldete MGM Gläubigerschutz nach Chapter 11 an und wollte sich auf diesem Weg seiner Schulden entledigen und dann mit Spyglass Entertainment fusionieren. Von 2010 bis 2018 war der Spyglass-Gründer Gary Barber CEO und Chairman des Unternehmens. Unter seiner Ägide co-finanzierte MGM gemeinsam mit Eon Productions und Sony Pictures den äußerst erfolgreichen James Bond 007: Skyfall, der mit einem weltweiten Einspielergebnis von mehr als 1,1 Milliarden US-Dollar zum bis dato erfolgreichsten Film der Bond-Reihe wurde. MGM finanzierte danach auch Kinohits wie Der Hobbit – Eine unerwartete Reise, 21 Jump Street und Hänsel und Gretel: Hexenjäger. Barber gelang es durch diese Erfolge und rigide Sparmaßnahmen, für die zuvor stark verschuldete MGM erstmals wieder eine gesunde Bilanz vorzulegen.
Im März 2013 gab MGM bekannt, die restlichen 80 Prozent an dem Joint Venture EPIX Entertainment, einem US-amerikanischen Fernseh-Network im Pay-TV-Bereich, für 1,03 Milliarden Dollar von Lionsgate und Paramount Pictures zu übernehmen.

#### Übernahme durch Amazon
Am 26. Mai 2021 gaben MGM und Amazon den Abschluss einer bindenden Vereinbarung bekannt, gemäß der Amazon MGM zu einem Preis von 8,45 Milliarden US-Dollar (umgerechnet 7,9 Milliarden Euro) übernimmt.
Amazon übernahm mit dem Kauf auch den gesamten MGM-Katalog, der 4.000 Filme und 17.000 Programmstunden an Fernsehsendungen umfasst. Dazu zählen unter anderem die Rechte an James Bond. Der für Ende 2021 erwartete Abschluss des Kaufs stand unter dem Vorbehalt behördlicher Genehmigungen. Das Wall Street Journal berichtete im Juni 2021, Lina Khan, Chefin der Handelskommission FTC, wolle die geplante Übernahme durch Amazon nochmals genauer überprüfen. Grund war ein bereits bestehendes Wettbewerbsverfahren ihrer Behörde gegen Amazon.
Die Übernahme durch Amazon wurde am 18. März 2022 vollständig durchgeführt.

## Firmenlogo
Charakteristisch sind der brüllende Löwe, genannt „Leo the Lion“, und der lateinische Schriftzug Ars gratia artis, der auf Deutsch Kunst um der Kunst willen bedeutet, im Vorspann der Filme. Dieser Löwe war in der Zeit von 1916 bis 1924 das Markenzeichen der Goldwyn Pictures gewesen und wurde 1924 als Firmenlogo der MGM einverleibt.

## Weitere Filme der MGM (Auswahl)
Für eine vollständige Liste siehe den IMDb-Link unten.
- 1924: Gier (Greed)
- 1925: Die große Parade (The Big Parade)
- 1925: Ben Hur (Ben-Hur: A Tale of the Christ)
- 1925: Die lustige Witwe (The Merry Widow)
- 1926: Es war (Flesh and the Devil)
- 1928: Es tut sich was in Hollywood (Show People)
- 1929: Der Kuß (The Kiss)
- 1929: The Broadway Melody
- 1930: Die fremde Mutter (Min and Bill)
- 1930: Anna Christie (Anna Christie)
- 1931: Mata Hari (Mata Hari)
- 1932: Menschen im Hotel (Grand Hotel)
- 1932: Rasputin: Der Dämon Rußlands (Rasputin and the Empress)
- 1933: Ich tanze nur für Dich (Dancing Lady)
- 1933: Königin Christine (Queen Christina)
- 1935: Meuterei auf der Bounty (Mutiny on the Bounty)
- 1936: Lustige Sünder (Libelled Lady)
- 1936: Der große Ziegfeld (The Great Ziegfeld)
- 1937: Manuel (Captains Courageous)
- 1937–1946: Andy Hardy
- 1939: Ninotschka
- 1939: Der Zauberer von Oz (The Wizard of Oz)
- 1939: Vom Winde verweht (Gone with the Wind)
- 1940: Die Nacht vor der Hochzeit (The Philadelphia Story)
- 1942: Mrs. Miniver
- 1942: Gefundene Jahre (Random Harvest)
- 1943: Heimweh (Lassie Come Home)
- 1944: Meet Me in St. Louis
- 1946: Im Netz der Leidenschaften (The Postman Always Rings Twice)
- 1946: Die Wildnis ruft (The Yearling)
- 1948: Osterspaziergang (Easter Parade)
- 1949: Heut’ gehn wir bummeln (On the Town)
- 1949: Ehekrieg (Adam’s Rib)
- 1950: Asphalt-Dschungel (The Asphalt Jungle)
- 1951: Ein Amerikaner in Paris (An American in Paris)
- 1952: Du sollst mein Glücksstern sein (Singin’ in the Rain)
- 1953: Vorhang auf! (The Band Wagon)
- 1954: Eine Braut für sieben Brüder (Seven Brides for Seven Brothers)
- 1954: Brigadoon
- 1956: Alarm im Weltall (Forbidden Planet)
- 1956: Die oberen Zehntausend (High Society)
- 1957: Jailhouse Rock – Rhythmus hinter Gittern (Jailhouse Rock)
- 1958: Gigi
- 1959: Der unsichtbare Dritte (North by Northwest)
- 1959: Ben Hur
- 1959: Die Welt, das Fleisch und der Teufel (The World, the Flesh and the Devil)
- 1960: Die Zeitmaschine (The Time Machine)
- 1962: Das war der Wilde Westen (How The West Was Won)
- 1962: Meuterei auf der Bounty (Mutiny on the Bounty)
- 1965: Doktor Schiwago (Doctor Zhivago)
- 1965: Cincinnati Kid (The Cincinnati Kid)
- 1966: Grand Prix
- 1967: Das dreckige Dutzend (The Dirty Dozen)
- 1968: 2001: Odyssee im Weltraum (2001: A Space Odyssey)
- 1969: Agenten sterben einsam (Where Eagles Dare)
- 1970: Jack rechnet ab (Get Carter)
- 1971: Shaft
- 1973: Westworld
- 1975: Die Sunny Boys (The Sunshine Boys)
- 1976: Network
- 1980: Fame – Der Weg zum Ruhm (Fame)
- 1981: Kampf der Titanen (Clash of the Titans)
- 1986: Platoon
- 1987: Mondsüchtig (Moonstruck)
- 1987: RoboCop
- 1988: Ein Fisch namens Wanda (A Fish Called Wanda)
- 1991: Thelma & Louise
- 1993: Benny & Joon
- 1994: Stargate
- 1995: Schnappt Shorty (Get Shorty)
- 2001: Natürlich blond (Legally Blond)
- 2006: Der rosarote Panther (The Pink Panther)
- 2006: Rocky Balboa
- 2008: Operation Walküre – Das Stauffenberg-Attentat (Valkyrie)
- 2009: Der rosarote Panther 2 (The Pink Panther 2)
- 2012: James Bond 007: Skyfall (Skyfall)
- 2012: Der Hobbit: Eine unerwartete Reise (The Hobbit: An Unexpected Journey)
- 2013: Der Hobbit: Smaugs Einöde (The Hobbit: The Desolation of Smaug)
- 2013: Hänsel und Gretel: Hexenjäger (Hansel & Gretel: Witch Hunters)
- 2013: Carrie
- 2014: Der Hobbit: Die Schlacht der Fünf Heere (The Hobbit: The Battle of the Five Armies)
- 2015: Poltergeist
- 2015: James Bond 007: Spectre (Spectre)
- 2016: Ben Hur
- 2018: A Star Is Born
- 2021: James Bond 007: Keine Zeit zu sterben (No Time to Die )
- 2021: Licorice Pizza
- 2022: Bones and All
- 2023: Amerikanische Fiktion (American Fiction)
- 2024: Challengers – Rivalen (Challengers)